# Claus Nørby
Claus Nørby (født 10. juli 1938 i København, død 31. januar 1999 på Frederiksberg) var en dansk operasanger, skuespiller og te- og delikatessehandler. Han var søn af kgl. kammersanger Einar Nørby og pianisten Guldborg Nørby født Laursen og bror til skuespilleren Ghita Nørby. Som operasanger var han bl.a. på Det Kongelige Teater i 12 år.
I begyndelsen af 1960'erne studerede han på Det Kongelige Danske Musikkonservatorium, hvorfra han blev færdiguddannet i 1964. Han fortsatte på Operaakademiet, hvor han blev færdig i 1966.

Han var baryton, men sang enkelte gange også bas.
Nørby medvirkede i eller lagde stemme til TV- og filmproduktioner som Flagermusen (1966), Sonate for 4 operasangere & Dejligt vejr i dag, n'est-ce pas, Ibsen (1968), Den otteøjede skorpion (1979) og Maskarade (1986).

## Privatliv
Nørby fik tre børn: Martin Nørby med Dorrit Kristiansen i 1965 Christina Ibsen Meyer med Lissa Ibsen i 1966 og Jacob Nørby med Inga Maria Nørby.